# William Bolcom
William Elden Bolcom (narozen 26. května 1938) je americký hudební skladatel a klavírista. Získal Pulitzerovu cenu, National Medal of Arts a Grammy Award, Detroit Music Award a byl jmenován v roce 2007 hudebním skladatelem roku. V letech 1973–2008 vyučoval kompozici na Universitě v Michiganu. Je ženatý, jeho manželkou je mezzosopranistka Joan Morris.

## Život a kariéra
Bolcom se narodil v Seattlu ve státě Washington. Když mu bylo 11 let, začal soukromě studovat kompozici na University of Washington, u Georga Fredericka McKaye a Johna Verralla a klavír s Madame Berthe Poncy Jacobsonovou. Později studoval u Dariuse Milhauda na Mills College. Současně pracoval na práci pro získání titulu Master of Arts u Lelanda Smithe na Stanfordově univerzitě. Dále studoval u Oliviera Messiaena na pařížské konzervatoři, kde získal druhou cenu za kompozici.
V roce 1988 získal Pulitzerovu cenu za hudbu za dílo 12 nových etud pro klavír. Na podzim 1994 byl jmenován univerzitním profesorem kompozice na Univerzitě v Michiganu. V roce 2006 získal národní uměleckou medaili (National Medal of Arts). Mezi jeho významné studenty patří Gabriela Lena Frank, Carter Pann, Elena Ruehr, Derek Bermel nebo David T. Little.
Jako pianista hrál a nahrával často se svou manželkou Joan Morris. Nahráli spolu více než dvě desítky alb, počínaje albem Po plesu (After the Ball) z roku 1976, které bylo navrženo na cenu Grammy. Album obsahuje populární písně z přelomu 19. a 20. století. Jejich hlavními specialitami na koncertech i nahrávkách jsou populární melodie z konce 19. a počátku 20. století, díla skladatelů Henry Russella , Henry Clay Work a další muzikálové a kabaretní písně. Jako klavírní sólista Bolcom nahrál vlastní skladby, skladby Georga Gershwina, Daria Milhauda a díla několika klasických skladatelů ragtimů.
Bolcomovy skladby byly v roce 2002 zařazeny do projektu Michigan Writers Series na Michiganské státní univerzitě.

### Osobní život
V roce 1975 se oženil s mezzosopranistkou Joan Morris.

## Dílo
První díla složil, když mu bylo jedenáct let. Tyto rané skladby jsou ovlivněny Roy Harrisem a Bélou Bartókem. Ve svých skladbách z roku 1960 používal techniku serialismu pod vlivem Pierre Bouleze , Karlheinz Stockhausena a Luciana Beria, jejichž hudbu obdivoval. V šedesátých letech postupně začal pracovat s eklektickým spojováním různých hudebních stylů. Jeho cílem bylo překonat hranice mezi populární a vážnou hudbou.

### Opery
- McTeague (1992), opera na námět stejnojmenného románu Franka Norrise z roku 1895 (publikovaného v roce 1899). Libreto napsali Arnold Weinstein a Robert Altman, premiéra proběhla v Lyric Opera of Chicago dne 31. října 1992.[9]
- A View from the Bridge (Pohled z mostu, 1997–98), opera podle stejnojmenné divadelní hry Arthura Millera z roku 1955, libreto napsali Arthur Miller a Arnold Weinstein, premiéra v Lyric Opera of Chicago dne 9. října 1999.[10]
- A Wedding (Svatba, 2004), opera na námět stejnojmenného filmu režiséra Roberta Altmana z roku 1978, libreto napsali Arnold Weinstein a Robert Altman, premiéra proběhla v Lyric Opera of Chicago dne 11. prosince 2004.[11]
- Dinner at Eight (Večeře o osmé, 2016), opera na námět stejnojmenné hry George S. Kaufmanna a Edny Ferberové z roku 1932. Libreto: Mark Campbell, premiéra Minnesota Opera dne 11. března 2017. [12][13]

### Koncerty
je autorem koncertů, například:
- 1983 Koncert D-dur pro housle a orchestr pro Sergiu Lucu,
- 1988 Koncert pro klarinet a orchestr pro Stanleyho Druckera
- 1992–1993 Lyrický koncert (Lyric Concerto) pro flétnu a orchestr pro Jamese Galwaye,
- 1996 Gaea – koncert pro dva klavíry levou rukou pro klavíristy Garyho Graffmana a Leona Fleishera, kteří měli oba dva problémy s oslabením pravé ruky
- 1998 Koncertní suita pro altsaxofon a orchestr, složený pro profesora University of Michigan Donalda Sinta.[14]

Dále složil devět symfonií, dvanáct smyčcových kvartetů, čtyři houslové sonáty, řadu ragtimů (jeden napsaný ve spolupráci s Williamem Albright ), cirkevní skladby pro varhany, kabaretní písně, tři skladby pro hudební divadlo (Casino Paradise , Dynamite Tonite a Greatshot , všechny s Arnoldem Weinsteinem) a jednu jednoaktovou komorní operu Lucrezia na libretisto Marka Campbella. Na objednávku "The Dranoff International Two Piano Foundation" napslt Recuerdos pro dva klavíry.

### Písňové cykly
Bolcom během své kariéry napsal řadu písňových cyklů. Většinou se jedná o kabaretní písně na texty s texty básníka a libretisty Arnolda Weinsteina, které byly určeny pro mezzosopranistku Joan Morris, Bolcosovu manželku. Tyto písně byly vydány ve čtyřech svazcích od sedmdesátých let do devadesátých let dvacátého století a byly vydány společně na CD.

### Songs of Innocence a Experience
Ne všechny Bolcomovy písně jsou kabaretního typu. Složil tříhodinový cyklus pro sólisty, sbory a orchestr na texty 48 básní Williama Blaka z jeho stejnojmenné sbírky z roku 1789. Na díle pracoval 25 let a premiéra proběhla ve Stuttgartské opeře v roce 1984. Složení orchestru je rozšířeno o další nástroje, jako jsou saxofony, kytara, elektrická kytara, basová kytara, harmonika, elektrické housle, hudba využívá námětů z jiných hudebních stylů: jazzu, reggae, gospelu, ragtime, country a populární hudby. V roce 2004 bylo dílo nahráno vydavatelstvím Naxos. Tato nahrávka obdržela čtyři ceny Grammy (v kategoriích nejlepší klasické album, nejlepší sborová nahrávka, nejlepší soudobá skladba a nejlepší produkce v oblasti klasické hudby).

## Ragtime / klavírní diskografie
Bolcom vydal nahrávky Ragtimů a další klavírní hudby:
- Heliotrope Bouquet: Piano Rags 1900–1970, Nonesuch Records, 1971
- Bolcom Plays His Own Rags, Jazzology, 1972
- Piano Music By George Gershwin, Nonesuch Records, 1973
- Pastimes and Piano Rags, Nonesuch Records, 1974
- Ragtime Back To Back (s Williamem Albrightem), U of M School of Music, 1976
- Euphonic Sounds, Omega Classics, 1988